# 巴加萨拉
巴加萨拉（Bagasara），是印度古吉拉特邦Amreli县的一个城镇。总人口31789（2001年）。

## 人口
该地2001年总人口31789人，其中男性16440人，女性15349人；0—6岁人口3772人，其中男2072人，女1700人；识字率70.38%，其中男性为75.73%，女性为64.66%。